# Estepona
Estepona er en by og kommune i det sydlige Spanien i provinsen Málaga. Den har et indbyggertal på 78.413 (2024) indbyggere.